# West Glendive
West Glendive és una concentració de població designada pel cens dels Estats Units a l'estat de Montana. Segons el cens del 2000 tenia 1.833 habitants.

## Demografia
Segons el cens del 2000, West Glendive tenia 1.833 habitants, 725 habitatges, i 548 famílies. La densitat de població era de 204,5 habitants per km².
Dels 725 habitatges en un 32,6% hi vivien nens de menys de 18 anys, en un 66,9% hi vivien parelles casades, en un 6,3% dones solteres, i en un 24,3% no eren unitats familiars. En el 21,7% dels habitatges hi vivien persones soles el 8,8% de les quals corresponia a persones de 65 anys o més que vivien soles. El nombre mitjà de persones vivint en cada habitatge era de 2,52 i el nombre mitjà de persones que vivien en cada família era de 2,91.
Per edats la població es repartia de la següent manera: un 25,7% tenia menys de 18 anys, un 5,6% entre 18 i 24, un 27% entre 25 i 44, un 27,1% de 45 a 60 i un 14,6% 65 anys o més.
L'edat mediana era de 40 anys. Per cada 100 dones de 18 o més anys hi havia 96,5 homes.
La renda mediana per habitatge era de 33.487 $ i la renda mediana per família de 40.242 $. Els homes tenien una renda mediana de 31.582 $ mentre que les dones 18.448 $. La renda per capita de la població era de 16.100 $. Aproximadament l'11,2% de les famílies i el 14,3% de la població estaven per davall del llindar de pobresa.

## Poblacions més properes
El següent diagrama mostra les poblacions més properes.